# Xanthorhoe defensaria
Xanthorhoe defensaria är en fjärilsart som beskrevs av Achille Guenée 1858. Xanthorhoe defensaria ingår i släktet Xanthorhoe och familjen mätare. Inga underarter finns listade i Catalogue of Life.